# 鱼形山水库
鱼形山水库是中国湖南省益阳市赫山区沧水铺镇的一座水库。总面积2800000平方米，蓄水量2500立方米。

## 沿革
1960年代，为了解决农田灌溉和遇到干旱年份缺水的问题，当地政府主持修建了鱼形山水库。

## 功能
鱼形山水库主要是灌溉、防洪、饮用水水源的作用。同时，也可以钓鱼、散步、划船和水上运动。

## 照片
- 鱼形山水库
- 鱼形山水库
- 鱼形山水库